# السماء الباردة (رواية)
السماء الباردة (بالإنجليزية: Cold Heaven)‏ هي رواية للكاتب الكندي برايان مور، نشرت عام 1983، عن دار نشر ماكليلاند آند ستيوارت.